# Parti de la Constitution (Hongrie)
Pour les articles homonymes, voir Parti de la Constitution.
Le Parti de la Constitution (hongrois : Országos Alkotmánypárt, prononcé [ˈoɾsaːgoʃ ˈɒlkotmaːɲpaːɾt]) était un parti politique libéral et conservateur, qui exerça le pouvoir en Hongrie de 1905 à 1910. Lors de sa première dissolution en 1910, il est remplacé par le Parti national du travail.